# Igor Zubeldia
Artikeln följer den spanska namnseden; faderns efternamn är Zubeldia och moderns efternamn Elorza.
Igor Zubeldia Elorza, född 30 mars 1997, är en spansk fotbollsspelare som spelar för Real Sociedad.

## Karriär
Den 13 maj 2016 gjorde Zubeldia sin La Liga-debut för Real Sociedad i en 1–0-vinst över Valencia, där han blev inbytt i den 84:e minuten mot Rubén Pardo. I juni 2018 skrev Zubeldia på ett nytt sexårskontrakt med Real Sociedad.